# Angrboda
Angrboda (stnord. Angrboða) je mrazna div-žena iz nordijske mitologije. Ona je supruga boga vatre Lokija i majka vuka Fenrira, zmije Jormungand i božice smrti Hele.
Njezin je muž završio u okovima u kojima će biti do Ragnaroka, posljednje bitke bogova protiv zla. Ona nije jedina njegova žena, jer Loki je uz nju oženjen i sa Sigyn.